# Wang Jue
Dans ce nom chinois, le nom de famille, Wang, précède le nom personnel.
Wang Jue est une joueuse d'échecs chinoise née le 17 octobre 1995 à Pékin. Grand maître international féminin depuis 2012, elle a remporté le championnat du monde des moins de 10 ans en 2005. 
Au 1er septembre 2018, elle est la douzième joueuse chinoise et la centième joueuse mondiale avec un classement Elo de 2 363 points.
Wang Jue finit troisième du championnat de Chine en 2011. Elle remporta le championnat d'Asie de blitz en 2012 avec neuf points sur neuf possibles (elle avait fini deuxième au départage en 2011).
Lors du championnat du monde d'échecs féminin de 2015, Wang Jue fut éliminée au premier tour par Marie Sebag.
Wang Jue a participé au championnat d'Asie par équipes de 2012, dans l'équipe de Chine B, remportant la médaille de bronze individuelle au quatrième échiquier avec une marque de sept points sur neuf possibles.